# Дмитро Іванович Внук
Дмитро Іванович Внук (10 жовтня 1483 — 14 лютого 1509) — син Івана Івановича Молодого та Олени Волошанки, старший онук Івана III, з 1498 по 1502 формальний співправитель діда.
Є загоряння житлових будинків в районі головного вокзалу. Пошкоджено дві школи.

## Життєпис

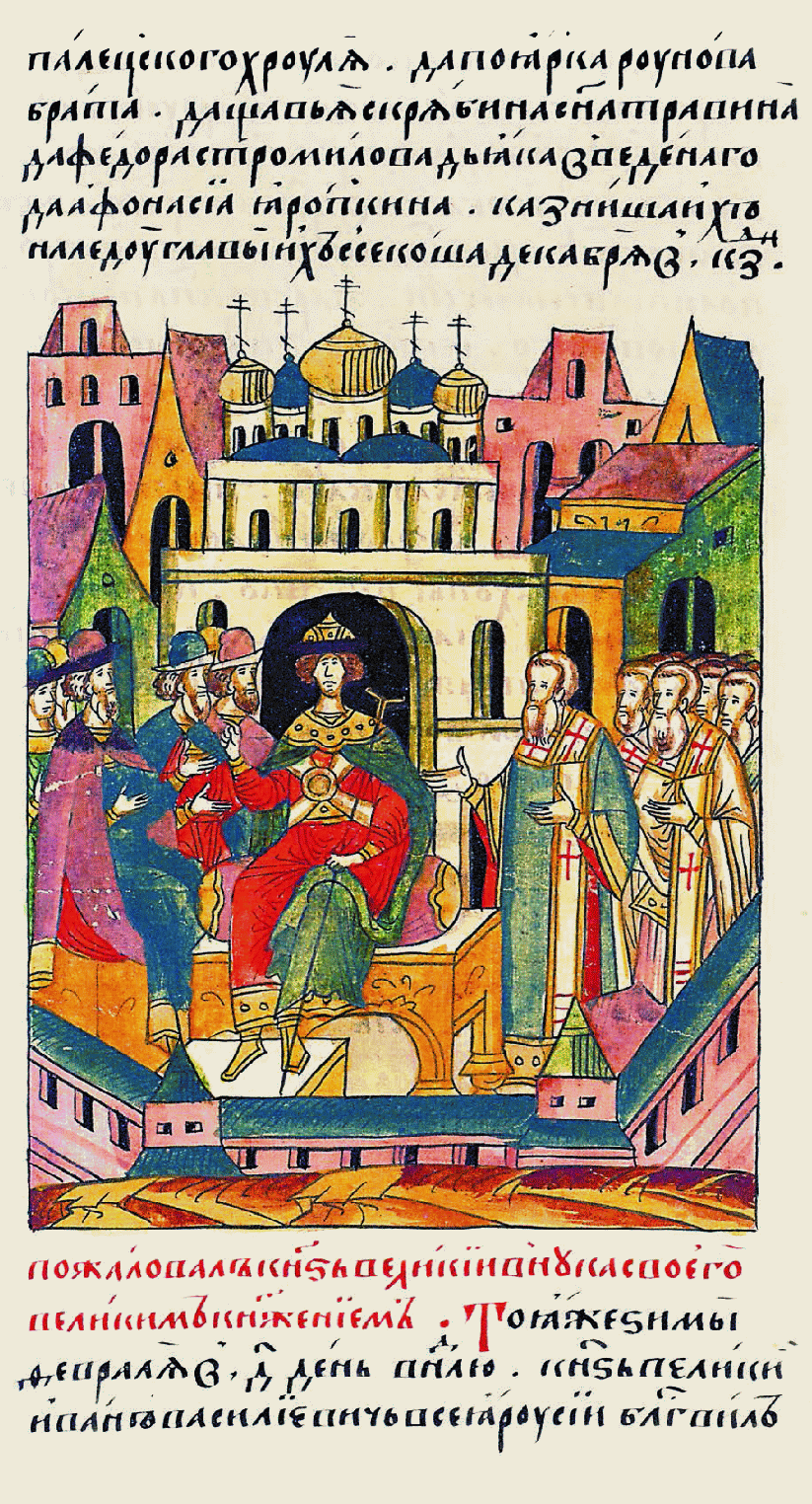
«Пожалував князь великий онука свого великим князюванням»

Претендент на московський престол, 4 лютого 1498 року за візантійським обрядом був вінчаний на царство своїм дідом Іваном III, у зв'язку зі смертю від хвороби старшого сина і спадкоємця Івана III, Івана Молодого, незважаючи на те, що у Івана III були живі молодші сини — відповідно до принципу прімогенітури.
Московське боярство та придворні були поділені на дві групи, одна з яких (зокрема родина Івана Юрійовича Патрікеєва, князь Семен Ряполовський та ін.) підтримувала Дмитра та його матір княгиню Олену Стефанівну, інша — княжича Василя та його матір — дружину Івана III — Соф'ю Палеолог. У 1497 році було розкрито так звану змову Володимира Гусєва, учасникам якої приписували намір вбити княжича Дмитра. Протистояння закінчилося опалою Василя та Софії. Примітно, що вінчання на царство Дмитра вперше було докладно описано літописцями, з усіма цікавими обставинами. Однак надалі «партія», яка підтримувала княжича Василя і велику княгиню Софію Палеолог, взяла гору, і частина прихильників Дмитра та Олени Стефанівни була страчена, Патрикеєві пострижені в ченці.
Іван III назвав Василя государем, великим князем Новгорода та Пскова, але якийсь час Дмитро ще іменувався великим князем Володимирським та Московським.
У 1502 році, після того, як Іван III передав права успадкування своєму синові Василію, Дмитро з матір'ю Оленою Стефанівною потрапили в остаточну опалу, були ув'язнені, і їхні імена було заборонено згадувати при богослужіннях.
Вже за Василія III у 1505 році Дмитро був закутий у «заліза», у тісному ув'язненні. Помер 1509 року, похований в Архангельському соборі Московського Кремля.